# L’Agnese va a morire
L’Agnese va a morire (in het Nederlands vertaald: Agnese moest sterven) is een boek van de schrijfster Renata Viganò uit 1949 en wordt in de Italiaanse literatuurgeschiedenis vaak aangehaald als een van de belangrijkste naoorlogse werken met betrekking tot het Italiaanse verzet. 

## Inhoud
Het boek behandelt verschillende gebeurtenissen die hebben plaatsgevonden in de Tweede Wereldoorlog in Italië vanuit het perspectief van Agnese, een eenvoudige wasvrouw. Wanneer de man van Agnese, Palita, op een nazi-transport om het leven komt, besluit Agnese zich in te zetten voor het verzet, net zoals haar man had gedaan. Agnese voert haar verzet zonder enige angst voor wat er kan gebeuren, zij wordt hierom onder de verzetskameraden erg gewaardeerd.

## Achtergrond
L'Agnese va a morire is gedeeltelijk autobiografisch, gebaseerd op dat wat Viganò zelf in de oorlog mee heeft gemaakt. Zij heeft voor de weergave van deze gebeurtenissen gekozen voor een personage dat wel echt heeft bestaan. Viganò heeft de vrouw die ze in haar boek Agnese noemt, echt ontmoet. 

## Thematiek
Dit boek kan worden ingedeeld in de naoorlogse neorealistische stroming. Neorealitische aspecten in het boek zijn: weergave van de alledaagse werkelijkheid, het leven van de 'gewone' Italiaan. Het verhaal is gesitueerd in een locatie die niet nader wordt benoemd, ook dit is een neorealistisch kenmerk: het verhaal kan zich, bij wijze van spreken, overal in Italië afspelen.

## Verfilming
In 1976 werd het boek onder dezelfde titel verfilmd door de Italiaanse cineast Giuliano Montaldo. De Zweedse actrice Ingrid Thulin nam de titelrol voor haar rekening.